# NGC 750
NGC 750 este o galaxie eliptică situată în constelația Triunghiul. A fost descoperită în 12 septembrie 1784 de către William Herschel. Se află la o distanță de 67,3 de megaparseci de Pământ.